# 눈썹달
《눈썹달》은 이소라의 정규음반 6집이며, 타이틀 곡은 "이제 그만"이다.
2005년 제 2회 한국대중음악상 '올해의 음악인 (여자)' 상을 수상하며 대중성과 음악성이라는 두 요건을 충분하게 만족시킨 앨범이라는 평가를 받았다.
2007년 8월 경향신문과 음악전문 웹진 가슴 네트워크가 선정한 '한국대중음악 100대 명반'에 포함되었다.
2011년 나는 가수다에 출연하여 첫 방송에서 대표곡으로 부른 '바람이 분다'가 크게 히트하며 6집 앨범 또한 재조명되며 많은 사랑을 받았다.

## 수록곡
| #             | 제목                  | 작사           | 작곡              | 재생 시간 |
| ------------- | --------------------- | -------------- | ----------------- | --------- |
| 1.            | 〈Tears〉             | 이소라         | 강현민            | 4:13      |
| 2.            | 〈Midnight Blue〉     | 이소라         | 강현민            | 3:55      |
| 3.            | 〈바람이 분다〉       | 이소라         | 이승환(The Story) | 3:56      |
| 4.            | 〈이제 그만〉         | 이소라         | 이승환            | 4:50      |
| 5.            | 〈별〉                | 이소라         | Sweetpea          | 2:40      |
| 6.            | 〈듄〉                | 이소라         | Sweetpea          | 3:28      |
| 7.            | 〈쓸쓸〉              | 이소라         | 정지찬            | 4:23      |
| 8.            | 〈아로새기다〉        | 이소라         | 이한철            | 3:17      |
| 9.            | 〈Fortuneteller〉     | 이소라         | 신대철            | 4:21      |
| 10.           | 〈Siren〉 (세이렌)    |                | 정재형            | 4:46      |
| 11.           | 〈봄〉                | 이소라         | Kazuto Miura      | 4:27      |
| 12.           | 〈시시콜콜한 이야기〉 | 이소라, 조규찬 | 이한철            | 3:58      |
| 총 재생 시간: | 총 재생 시간:         | 총 재생 시간:  | 총 재생 시간:     | 48:37     |